# Hugo van Neck
Hugo van Neck (Amsterdam, 4 juli 1944 – Waalwijk, 3 november 2018) was een Nederlandse pianist en componist die voornamelijk bekend stond als improvisator.

## Levensloop

### Jeugd en opleiding
Hugo van Neck werd geboren in Amsterdam en begon op 7-jarige leeftijd met pianospelen toen zijn vader een piano aanschafte. Hij bleek een wonderkind te zijn en binnen enkele uren speelde hij alles op de piano wat hij in zijn leven gehoord had. Na aanmelding aan het Conservatorium van Amsterdam werd hij toegelaten en direct in het vierde jaar geplaatst.

### Carrière
Na het afronden van zijn opleiding bouwde van Neck een veelzijdige carrière op. Hij doceerde aan de muziekschool in Utrecht en gaf met de Amerikaanse operaregisseur Rhoda Levine improvisatielessen bij de Nederlandse Operastichting en improvisatie masterclasses aan het Amsterdams conservatorium.
Van Neck componeerde voor (kunst)films. Tevens begeleidde hij stomme films.
Van Neck was met regelmaat te zien op de Nederlandse televisie. In 1996 was Hugo van Neck te gast in het VPRO programma Reiziger in Muziek. Op 14 januari 2010 verscheen hij in een aflevering van De Wereld Draait Door om een fragment te begeleiden uit de stomme film Piccadilly en begeleidde hij vervolgens spontaan een 'jaren 20 stijl' fragment van de nacht van Balkenende. Op 22 maart 2010 was hij wederom te gast in De Wereld Draait Door om de vleugel van Vladimir Horowitz te bespelen. Op 4 april 2010 was Van Neck te zien in het programma Bananasplit, oorspronkelijk was de grap echter bedoeld voor pianist Jan Vayne, die deze doorhad en meehielp door Van Neck te vragen voor de gevraagde 'klus'.
Gedurende zijn carrière werkte Van Neck onder andere samen met Freddy Heineken, Roberta Alexander, Elisabeth Cooymans, Daniël Wayenberg, Ramses Shaffy, Igor Roma, Louis van Dijk, Jan Vayne en Egbert Juffer.
Hugo van Neck overleed op 3 november 2018 aan de gevolgen van longkanker.

## Albums

### Solo Albums
- Golden Christmas Classics (2012), in samenwerking met Egbert Juffer
- A tribute to Horowitz Steinway Grand (1997), opgenomen op de Steinway vleugel van Vladimir Horowitz
- Hugo Van Neck Plays Freddy Heineken (1996)
- Sunny Exposure (1995)
- Improvisations (1978)
- Brilliance - The Enigma of Music

### Overige Albums
- Vic van de Reijt's top 100 van Nederlandstalige singles (2006), het nummer Aan de Amsterdamse grachten in samenwerking met het Metropole Orkest

## Films
- A Dreamscape: Gambling in America, documentaire (1994)[6]
- De vraag op het antwoord, drama (1981)[7]